# Международен наказателен трибунал за бивша Югославия
Международният наказателен трибунал за бивша Югославия (на френски: Tribunal pénal international pour l’ex-Yougoslavie, TPIY; на английски: International Criminal Tribunal for the former Yugoslavia, ICTY; на немски: Internationale Strafgerichtshof für das ehemalige Jugoslawien) понякога наричан накратко Хагският трибунал, е структура на ООН, създадена с Резолюция 827 на Съвета за сигурност на ООН на 25 май 1993 г., за да подведе под съдебна отговорност сериозни престъпления срещу човечеството, извършени по време на войните в бивша Република Югославия. Трибуналът е специален съд, който е отговорен за издаване на присъди във връзка с тежки престъпления, които са извършени през 1991 г. в Югославия. Централата на съда се намира в град Хага, Нидерландия. Пълното наименование на тази институция е Международен трибунал за съдебно преследване на лица, отговорни за сериозни нарушения на международното хуманитарно право, извършени на територията на бивша Югославия от 1991 година.
Целта на Трибунала е да приключи всички дела до края на 2012 г. и всички обжалвания до 2015 г., с изключение на Радован Караджич, чийто съдебен процес се очаква да приключи до края на 2014 г., и Ратко Младич и Горан Хаджич.
Съветът за сигурност на ООН е поставил краен срок на Трибунала да приключи работата си до 31 декември 2014 г., да се подготви за разпускане и да прехвърли отговорностите си на Международния остатъчен механизъм за криминални трибунали и ще започне да функционира за клона на Международен криминален трибунал за бивша Република Югославия на 1 юли 2013 г. Всяко обжалване, получено след този момент, ще бъде разгледано от Международния остатъчен механизъм за криминални трибунали. На 21 декември 2017 година Международния наказателен трибунал за бивша Югославия е официално закрит.

## Създаване
Съветът за сигурност на ООН в своята Резолюция 808 от 22 февруари 1993 г. решава, че „ще бъде създаден международен трибунал за съдебното преследване на лица, отговорни за различни нарушения на международното хуманитарно право, извършени на територията на бивша Република Югославия след 1991 г.“. Хагският трибунал е първият съд, създаден от ООН, за да съди за военни престъпления, и първият Международен трибунал, създаден за съденето на такива престъпления след Нюрнбергския трибунал и Трибуналът в Токио. Съдът първоначално е предложен от немския министър на външните работи Клаус Кинкел. До май 1993 г. 
 Международната общност опитва да установи влияние върху бившите югославски републики по дипломатичен, военен, политически, икономически и, с Резолюция 827, по съдебен начин. Трибуналът се установява в отговор на масовите зверства, случили се на територията на Хърватия и Босна и Херцеговина. Доклади, които описват ужасяващи престъпления, при които хиляди цивилни са убити и ранени, измъчвани и сексуално малтретирани в лагери за задържане и хиляди други изселени от техните домове, предизвикват Международната общност да действа.
- 1993 – 1994 г.: След създаването си Трибуналът установява правната рамка за дейността си чрез приемането на процедурни правила и правила за доказателства, както и правила за задържане и Директива за назначаването на адвокат за защитата.
- 1994 – 1995 г.: Създадени са съдебните зали и арестът в Шевенинген в Хага /Холандия/. До юли 1994 г. в офиса на главния обвинител са назначени достатъчно служители, за да бъдат стартирани разследвания, и до ноември 1994 г. е създаден първият обвинителен акт.

## Отговорности
Предмет на отговорностите: Трибуналът в Хага има юрисдикция по отношение на четири групи престъпления, територията на Югославия след 1991 г.: сериозни нарушения на Женевската конвенция, нарушения на закони или обичаи за водене на война, геноцид и престъпления срещу човечеството.
Лица: Подвеждането по отговорност се отнася изключително за физически лица (не за организации или правителства).
Териториално: За престъпления, станали на територията на бивша Република Югославия.
Времево: Отнася се за престъпления, извършени след 1991 г.
Компетенции: Трибуналът е наднационална съдебна инстанция.
Максималната присъда, която може да издаде, е доживотен затвор, като различни държави са подписали споразумения с ООН, за да проследят прилагането на присъдата.
Трибуналът се състои от три клона: съдийски състав, регистър и офис на главния обвинител.

## Съдебен състав
Съдиите на Трибунала са 16 на брой (14 от тези съдии се избират от Общото събрание на ООН по препоръки на Съвета за сигурност, а другите двама се избират от ръководителя на Международния съд за Руанда след препоръки на председатея на Трибунала) и имат единствената отговорност да определят вината или невиността на обвинените и да издадат присъда на обвиняемите. По време на процеса те изслушват внимателно свидетелите и проверяват доказателствата, представени в съда. При издаването на присъдите те прилагат най-високите международни правни стандарти и решават на базата на доказателствата. Както се изисква от Статута на Трибунала, съдиите са обективни хора с висок морал и интегритет, които притежават квалификация, необходима за избирането им на най-високи позиции с експертиза в сферата на наказателното и международното право, включително международно хуманитарно право и права на човека. Отговорните съдии към момента са:
| Име                    | Държава                      | Позиция               | Начало на мандат | Край на мандат   |
| ---------------------- | ---------------------------- | --------------------- | ---------------- | ---------------- |
| Фаусто Покар           | Италия                       | Съдия                 | 2001             | 21 декември 2017 |
| Патрик Липтън Робинсън | Ямайка                       | Председател           | 1998             | 21 декември 2017 |
| Кармел А. Аквис        | Малта                        | Съдия-председател     | 2001             | 21 декември 2017 |
| Алфонс Орие            | Нидерландия                  | Съдия-председател     | 2001             | 21 декември 2017 |
| Бъртън Хол             | Бахамски острови             | Съдия                 | 2009             | 21 декември 2017 |
| Мехмет Гюней           | Турция                       | Съдия                 | 2001             | 21 декември 2017 |
| Лиу Дакун              | Китай                        | Съдия                 | 2000             | 2012             |
| Андрезия Ваз           | Сенегал                      | Съдия                 | 2005             | 2011             |
| Тиодор Мерон           | САЩ                          | Съдия                 | 2001             | 21 декември 2017 |
| Кристоф Флюге          | Германия                     | Съдия                 | 2008             | 21 декември 2017 |
| О-Гон Квон             | Южна Корея                   | Заместник-председател | 2001             | 21 декември 2017 |
| Жан-Клод Антонети      | Франция                      | Съдия                 | 2003             | 21 декември 2017 |
| Хауърд Морисън         | Великобритания               | Съдия                 | 2009             | 2012             |
| Ги Делвоайе            | Белгия                       | Съдия                 | 2009             | 21 декември 2017 |
| Бейкън Джъстис Молото  | ЮАР                          | Съдия                 | 2005             | 2011             |
| Арлет Рамаросон        | Мадагаскар                   | Ad Litem съдия        | 2011             | 21 декември 2017 |
| Мелвил Бейърд          | Тринидад и Тобаго            | Ad Litem съдия        | 2008             | 21 декември 2017 |
| Елизабер Гваунца       | Зимбабве                     | Ad Litem съдия        | 2008             | 21 декември 2017 |
| Арпад Прандлер         | Унгария                      | Ad Litem съдия        | 2006             | 2012             |
| Стефан Трекзел         | Швейцария                    | Ad Litem съдия        | 2006             | 2012             |
| Антан Кезиа-Мбе Миндуа | Демократична република Конго | Ad Litem съдия        | 2006             | 2012             |
| Приска Матимба Ниамбе  | Замбия                       | Ad Litem съдия        | 2009             | 21 декември 2017 |
| Мишел Пикар            | Франция                      | Ad Litem съдия        | 2008             | 21 декември 2017 |
| Фредерик Хархоф        | Дания                        | Ad Litem съдия        | 2007             | 2013             |
| Флавия Латанци         | Италия                       | Ad Litem съдия        | 2007             | 2013             |

### Регистър
В допълнение към администрирането на съдебните зали Регистърът има задължения, подобни на министерствата в националните системи и изпълнява задълженията на административното тяло на орган на ООН. Процесите протичат в три съдебни зали на Трибунала, оборудвани с най-добрите технологии и достъпни на обществеността. В съда Регистърът е представен от съдебни разпоредители и съдебни полицаи. Те водят протокол по време на съдебните заседания, представят съдебни доказателства и всички документи, подадени от страните по случая. Съдебните полицаи на Регистъра са отговорни за довеждането на свидетеля в съда, за неговата защита, ако такава е необходима, и за осигуряването на експертна психологическа медицинска помощ.

### Офис на главния обвинител
Офисът на главния обвинител е третият от основните органи на Трибунала. В задълженията му влиза да разследва и да подвежда под съдебна отговорност лица, отговорни за сериозни нарушения на международното хуманитарно право, извършени на територията на бишва Югославия след 1 януари 1991 г. Офисът се оглавява от прокурор, който се назначава от Съвета за сигурност на ООН и има 4-годишен мандат. Той е независим и не получава инструкции от външни агенции като правителства и международни организации или от някои от другите два органа на Трибунала. Във връзка с резолюциите на ООН и със Статута на Трибунала, държавите членки на ООН са задължени да съдействат при разследванията и подвеждането под съдебна отговорност на лица от страна на офиса на главния обвинител. Сегашният прокурор е белгиецът Сердж Брамерц, който наследява поста от швейцарката Карла дел Понте.
Общо служителите в Трибунала са 919 от 76 държави, а бюджетът е $150 млн. годишно.
Обвиняемите и тези, на които е отказано условно освобождаване, са задържани под стража в екипа за задържане под стража на ООН в рамките на затвор Хаагланден, Шевенинген, намиращ се на 3 км. от съда. На обвиняемите са осигурени отделни килии с тоалетна, душ, радио, сателитна телевизия, личен компютър (без интернет достъп) и други удобства. Те могат всекидневно да провеждат телефонни разговори със семейството и приятелите си и могат да имат съпружески посещения. Също така там има библиотека, фитнес салон и различни зали, използвани за религиозни цели. Затворниците могат да си готвят, могат да се смесват свободно и не са разделени на базата на националността. Сръбски и босненски мюсюлмани (някога смъртни врагове) често могат да играят на шах и да гледат филми. Тъй като килиите изглеждат повече като стаи в общежитие отколкото затвор, критиците ги определят като „Хагският Хилтън“. Причината за този лукс в сравнение с останалите затвори е, че първият председател на съда е искал да подсили твърдението, че обвиняемите са невинни до доказване на противното.

### Обхват
От декември 1994 г., когато Трибуналът е поел изцяло отговорностите си, са заведени дела срещу 161 обвиняеми, 133-ма обвиняеми са се изправили пред Трибунала. След ареста на Горан Хаджич на 20 юли 2011 г. няма повече от обвиняемите, които да са се укрили. В 36 случая обвиненията са оттеглени: срещу 20 лица е повдигнато обвинение въпреки липсата на доказателства, 10 обвиняеми са починали преди да се изправят пред Трибунала и 6 са починали по време на делата. Издадени са 64 присъди „виновен“, 13 „невинен“ и 13 обвиняеми са предоставени на други съдилища. 20 обвиняеми са се признали за виновни. До 13 септември 2011 г. са съществували 35 дела в ход: 16 обжалвания, 17 дела първа инстанция и две дела в предварително производство (Горан Хаджич и Ратко Младич).

### Обвиняеми
Тези, които са привлечени под юридическа отговорност от Трибунала, включват държавни глави, министър-председатели, военни командири, вътрешни министри и много други високопоставени политици, полицаи и военни от различни части na Югославия. Техните обвинения се отнасят до престъпления, извършени от 1991 г. до 2001 г. срещу хора, принадлежащи към различни етнически групи в Хърватия, Босна и Херцеговина, Сърбия, Косово и Македония.

### Списък на обвиняемите
| Име                      | Пледирал Присъда | на* първа инстанция             | Присъда от обжалването    | Забележки                                                                                      |
| ------------------------ | ---------------- | ------------------------------- | ------------------------- | ---------------------------------------------------------------------------------------------- |
| Рахим Адеми              | невинен          | предаден на национално съдилище | --                        | Оправдан в Хърватия                                                                            |
| Мехмед Алагич            | невинен          |                                 |                           | починал преди приключването на делото                                                          |
| Златко Алексовски        | невинен          | 2,5 г.                          | 7 г.                      |                                                                                                |
| Стипо Алилович           |                  |                                 |                           | починал преди началото на делото                                                               |
| Милан Бабич              | виновен          | 13 г.                           | 13 г.                     |                                                                                                |
| Мирко Бабич              |                  |                                 |                           | обвинението е оттеглено                                                                        |
| Харадин Бала             | невинен          | 13 г.                           | 13 г.                     |                                                                                                |
| Идриз Балай              | невинен          | оправдателна присъда            | отмяна                    | повдигнати нови обвинения                                                                      |
| Ненад Банович            |                  |                                 |                           | обвинението е оттеглено                                                                        |
| Предраг Банович          | виновен          | 8 г.                            | --                        | без обжалване                                                                                  |
| Любиша Беара             | виновен          | доживотна присъда               | –                         |                                                                                                |
| Видойе Благоевич         | невинен          | 18 г.                           | 15 г.                     |                                                                                                |
| Тихомир Блацкич          | невинен          | 45 г.                           | 9 г.                      |                                                                                                |
| Янко Бобетко             |                  |                                 |                           | починал преди началото на делото                                                               |
| Любомир Боровчанин       | невинен          | 17 г.                           | --                        | без обжалване                                                                                  |
| Горан Боровница          |                  |                                 |                           | починал преди началото на делото                                                               |
| Любе Бошкоски            | невинен          | оправдателна присъда            | оправдателна присъда      |                                                                                                |
| Лахи Брахимай            | невинен          | 6 г.                            | 6 г.                      | повдигнати нови обвинения                                                                      |
| Мирослав Брало           | виновен          | 20 г.                           | 20 г.                     |                                                                                                |
| Радослав Бърджанин       | невинен          | 32 г.                           | 30 г.                     |                                                                                                |
| Марио Черкез             | невинен          | 15 г.                           | 6 г.                      |                                                                                                |
| Иван Чермак              | невинен          | оправдателна присъда            | оправдателна присъда      |                                                                                                |
| Ранко Чешич              | виновен          | 18                              | --                        | без обжалване                                                                                  |
| Валентин Чорич           | невинен          | –                               |                           |                                                                                                |
| Зейнил Делалич           | невинен          | оправдателна присъда            | оправдателна присъда      |                                                                                                |
| Хазим Делич              | невинен          | 18 г.                           | 18 г.                     |                                                                                                |
| Расим Делич              | невинен          | 3 г.                            | --                        | без обжалване (починал)                                                                        |
| Мирослав Деронич         | виновен          | 10                              | --                        | без обжалване                                                                                  |
| Славко Докманович        | невинен          |                                 |                           | починал преди приключването на делото                                                          |
| Властимир Джоржевич      | невинен          | 27 г.                           | –                         |                                                                                                |
| Дамир Дошен              | виновен          | 5 г.                            | --                        | без обжалване                                                                                  |
| Симо Дърляча             |                  |                                 |                           | починал преди началото на делото                                                               |
| Джордже Джукич           | невинен          |                                 |                           | починал преди приключването на делото                                                          |
| Дражен Ердемович         | виновен          | 10 г.                           | 5 г.                      |                                                                                                |
| Анто Фурунджия           | невинен          | 10 г.                           | 10 г.                     |                                                                                                |
| Душан Фущар              | невинен          | предаден на национално съдилище | --                        | 9 години затвор в Босна                                                                        |
| Драган Гагович           |                  |                                 |                           | починал преди началото на делото                                                               |
| Станислав Галич          | невинен          | 20 г.                           | доживотна присъда         |                                                                                                |
| Анте Готовина            | невинен          | 24 г.                           | –                         |                                                                                                |
| Здравко Говедарица       |                  |                                 |                           | обвинението е оттеглено                                                                        |
| (?) Грубан               |                  |                                 |                           | обвинението е оттеглено                                                                        |
| Момчило Грубан           | невинен          | предаден на национално съдилище | --                        | 7 години затвор в Босна                                                                        |
| Милан Гверо              | невинен          | 5 г.                            | –                         |                                                                                                |
| Горан Хаджич             | невинен          |                                 |                           | предварително съдебно производство                                                             |
| Енвер Хаджихасанович     | невинен          | 5 г.                            | 3,5 г.                    |                                                                                                |
| Сефер Халилович          | невинен          | оправдателна присъда            | оправдателна присъда      |                                                                                                |
| Рамуш Харадинай          | невинен          | оправдателна присъда            | повдигнати нови обвинения |                                                                                                |
| Янко Янич                |                  |                                 |                           | починал преди началото на делото                                                               |
| Никица Янич              |                  |                                 |                           | починал преди началото на делото                                                               |
| Гойко Янкович            | невинен          | предаден на национално съдилище | --                        | 34 години затвор в Босна                                                                       |
| Горан Йелисич            | виновен          | 40 г.                           | 40 г.                     |                                                                                                |
| Драган Йокич             | невинен          | 9 г.                            | 9 г.                      |                                                                                                |
| Миодраг Йокич            | виновен          | 7 г.                            | 7 г.                      |                                                                                                |
| Драго Йосипович          | невинен          | 15 г.                           | 12 г.                     |                                                                                                |
| Радован Карадич          | невинен          | –                               |                           |                                                                                                |
| Маринко Катава           |                  |                                 |                           | обвинението е оттеглено                                                                        |
| Душко Кнежевич           | невинен          | предаден на национално съдилище | --                        | 31 години затвор в Босна                                                                       |
| Драган Колонджия         | виновен          | 3 г.                            | --                        | без обжалване                                                                                  |
| Драган Кондич            |                  |                                 |                           | обвинението е оттеглено                                                                        |
| Дарио Кодич              | невинен          | 25 г.                           | 25 г.                     |                                                                                                |
| Милойца Кос              | невинен          | 6 г.                            | --                        | без обжалване                                                                                  |
| Предраг Костич           |                  |                                 |                           | обвинението е оттеглено                                                                        |
| Радомир Ковач            | невинен          | 20 г.                           | 20 г.                     |                                                                                                |
| Милан Ковачевич          | невинен          |                                 |                           | починал преди приключването на делото                                                          |
| Владимир Ковачевич       | невинен          | предаден на национално съдилище | --                        |                                                                                                |
| Момчило Крайшник         | невинен          | 27 г.                           | 20 г.                     |                                                                                                |
| Милорад Кърнойелач       | невинен          | 7,5 г.                          | 15 г.                     |                                                                                                |
| Радислав Кръстич         | невинен          | 46 г.                           | 35 г.                     |                                                                                                |
| Амир Кубура              | невинен          | 2,5 г.                          | 2 г.                      |                                                                                                |
| Драголюб Кунарач         | невинен          | 28 г.                           | 28 г.                     |                                                                                                |
| Мирян Купрешкич          | невинен          | 8 г.                            | оправдателна присъда      |                                                                                                |
| Влатко Купрешкич         | невинен          | 6 г.                            | оправдателна присъда      |                                                                                                |
| Зоран Купрешкич          | невинен          | 10 г.                           | оправдателна присъда      |                                                                                                |
| Мирослав Квочка          | невинен          | 7 г.                            | 7 г.                      |                                                                                                |
| Горан Лаич               |                  |                                 |                           | обвинението е оттеглено                                                                        |
| Есад Ланджо              | невинен          | 15 г.                           | 15 г.                     |                                                                                                |
| Владимир Лазаревич       | невинен          | 15 г.                           | –                         |                                                                                                |
| Фатмир Лимай             | невинен          | оправдателна присъда            | оправдателна присъда      |                                                                                                |
| Пашко Любичич            | невинен          | предаден на национално съдилище | --                        | 10 години затвор в Босна                                                                       |
| Милан Лукич              | невинен          | доживотна присъда               | –                         |                                                                                                |
| Средойе Лукич            | невинен          | 30 г.                           | –                         |                                                                                                |
| Сретен Лукич             | невинен          | 22 г.                           | –                         |                                                                                                |
| Зоран Маринич            |                  |                                 |                           | обвинението е оттеглено                                                                        |
| Младан Маркач            | невинен          | 18 г.                           | –                         |                                                                                                |
| Милан Мартич             | невинен          | 35 г.                           | 35 г.                     |                                                                                                |
| Винко Мартинович         | невинен          | 18 г.                           | 18 г.                     |                                                                                                |
| Желко Меякич             | невинен          | предаден на национално съдилище | --                        | 21 години затвор в Босна                                                                       |
| Радивойе Милетич         | невинен          | 19 г.                           | –                         |                                                                                                |
| Слободан Милкович        |                  |                                 |                           | починал преди началото на делото                                                               |
| Драгомир Милошевич       | невинен          | 33 г.                           | 29 г.                     |                                                                                                |
| Слободан Милошевич       | невинен          |                                 |                           | починал преди приключването на делото                                                          |
| Милан Милутинович        | невинен          | оправдателна присъда            | оправдателна присъда      |                                                                                                |
| Ратко Младич             | виновен          |                                 | доживотна                 | предварително съдебно производство                                                             |
| Дарко Мърда              | виновен          | 17 г.                           | --                        | без обжалване                                                                                  |
| Миле Мръкшич             | невинен          | 20 г.                           | 20 г.                     |                                                                                                |
| Здравко Муцич            | невинен          | 7 г.                            | 9 г.                      |                                                                                                |
| Агим Муртези             |                  |                                 |                           | обвинението е оттеглено                                                                        |
| Исак Муслиу              | невинен          | оправдателна присъда            | оправдателна присъда      |                                                                                                |
| Младен Налетич           | невинен          | 20 г.                           | 20 г.                     |                                                                                                |
| Драган Николич           | виновен          | 23 г.                           | 20 г.                     |                                                                                                |
| Драго Николич            | невинен          | 35 г.                           | –                         |                                                                                                |
| Момир Николич            | виновен          | 27 г.                           | 20 г.                     |                                                                                                |
| Мирко Норач              | невинен          | предаден на национално съдилище | --                        | 6 години затвор в Хърватия                                                                     |
| Драган Обренович         | виновен          | 17 г.                           | --                        | без обжалване                                                                                  |
| Драголюб Ойданич         | невинен          | 15 г.                           | –                         | Освободен след излежаване на 2/3 от наказанието на 29 август 2013 г.                           |
| Насер Орич               | невинен          | 2 г.                            | оправдателна присъда      |                                                                                                |
| Винко Пандуревич         | невинен          | 13 г.                           | –                         |                                                                                                |
| Драган Папич             | невинен          | оправдателна присъда            | оправдателна присъда      |                                                                                                |
| Неделко Паспал           |                  |                                 |                           | обвинението е оттеглено                                                                        |
| Небойша Павкович         | невинен          | 22 г.                           | –                         |                                                                                                |
| Милан Павлич             |                  |                                 |                           | обвинението е оттеглено                                                                        |
| Момчило Перишич          | невинен          | 27 г.                           | –                         |                                                                                                |
| Биляна Плавшич           | виновен          | 11 г.                           | --                        | без обжалване                                                                                  |
| Миливой Петкович         | невинен          | –                               |                           |                                                                                                |
| Милутин Попович          |                  |                                 |                           | Обвинението е оттеглено                                                                        |
| Вуядин Попович           | невинен          | доживотна присъда               | –                         |                                                                                                |
| Слободан Праляк          | невинен          | 20 г.                           | 20 г.                     | самоубил се с отрова по време на четенето на присъдата му                                      |
| Драголюб Пърцач          | невинен          | 5 г.                            | 5 г.                      |                                                                                                |
| Драженко Предойевич      |                  |                                 |                           | обвинението е оттеглено                                                                        |
| Ядранко Пърлич           | невинен          | –                               |                           |                                                                                                |
| Берислав Пушич           | невинен          | –                               |                           |                                                                                                |
| Мирослав Радич           | невинен          | оправдателна присъда            | оправдателна присъда      |                                                                                                |
| Младжо Радич             | невинен          | 20 г.                           | 20 г.                     |                                                                                                |
| Ивица Раич               | виновен          | 12 г.                           | --                        | без обжалване                                                                                  |
| Митар Рашевич            | невинен          | предаден на национално съдилище | --                        | 8,5 години затвор в Босна                                                                      |
| Желко Ражнатович „Аркан“ |                  |                                 |                           | Убит в Белград                                                                                 |
| Никола Шайнович          | невинен          | 22 г.                           | –                         |                                                                                                |
| Иван Шантич              |                  |                                 |                           | обвинението е оттеглено                                                                        |
| Владимир Шантич          | невинен          | 25 г.                           | 18 г.                     |                                                                                                |
| Драгомир Шапоня          |                  |                                 |                           | обвинението е оттеглено                                                                        |
| Желко Савич              |                  |                                 |                           | обвинението е оттеглено                                                                        |
| Войслав Шашел            | невинен          | –                               |                           |                                                                                                |
| Душко Сикирица           | виновен          | 15 г.                           | --                        | без обжалване                                                                                  |
| Франко Симатович         | невинен          | –                               |                           |                                                                                                |
| Благойе Симич            | невинен          | 17 г.                           | 15 г.                     |                                                                                                |
| Милан Симич              | невинен          | 5 г.                            | --                        | без обжалване                                                                                  |
| Перо Скопляк             |                  |                                 |                           | обвинението е оттеглено                                                                        |
| Веселин Сливанчанин      | невинен          | 5 г.                            | 17 г.                     | намалена на 10 години                                                                          |
| Миломир Стакич           | невинен          | доживотна присъда               | 40 г.                     |                                                                                                |
| Йовица Станишич          | невинен          | –                               |                           |                                                                                                |
| Мицо Станишич            | невинен          | –                               |                           |                                                                                                |
| Радован Станкович        | невинен          | предаден на национално съдилище | --                        | 20 години затвор в Босна                                                                       |
| Бруно Стоич              | невинен          | –                               |                           |                                                                                                |
| Влайко Стоиликович       |                  |                                 |                           | починал преди началото на делото                                                               |
| Павле Стругар            | невинен          | 8 г.                            | 7,5 г.                    |                                                                                                |
| Неделко Тимарач          |                  |                                 |                           | обвинението е оттеглено                                                                        |
| Душко Тадич              | невинен          | 20 г.                           | 20 г.                     | след обжалването – допълнителна присъда от 25 години присъда след второто обжалване: 20 години |
| Мирослав Тадич           | невинен          | 8 г.                            | --                        | без обжалване                                                                                  |
| Момир Талич              | невинен          |                                 |                           | починал преди приключването на делото                                                          |
| Йохан Тарчуловски        | невинен          | 12 г.                           | 12 г.                     |                                                                                                |
| Стеван Тодорович         | виновен          | 10 г.                           | --                        | без обжалване                                                                                  |
| Саво Тодович             | невинен          | предаден на национално съдилище | --                        | 12,5 години затвор в Босна                                                                     |
| Здравко Толимир          | невинен          | –                               |                           |                                                                                                |
| Милорад Търбич           | невинен          | предаден на национално съдилище | --                        | 30 години затвор в Босна                                                                       |
| Митар Василиевич         | невинен          | 20 г.                           | 15 г.                     |                                                                                                |
| Зоран Вукович            | невинен          | 12 г.                           | 12 г.                     |                                                                                                |
| Симо Зарич               | невинен          | 6 г.                            | --                        | без обжалване                                                                                  |
| Милан Зеч.               |                  |                                 |                           | обвинението е оттеглено                                                                        |
| Драган Зеленович         | виновен          | 15 г.                           | 15 г.                     |                                                                                                |
| Зоран Зигич              | невинен          | 25 г.                           | 25 г.                     |                                                                                                |
| Стоян Жуплянин           | невинен          | –                               |                           |                                                                                                |

Коста Чавошки, сръбски професор по международно право, на който заради твърдения за евентуални връзки с военни престъпници му е забранено на пътува в Босна и Херцеговина, заедно с други хора критикува, че Трибуналът е създаден против принципите на международното право. Според него обвиняеми като някогашният сръбски президент Слободан Милошевич са отвлечени или арестувани по противоконституционен начин. Също така към него не са се отнесли коректно по отношение на медицинските му нужди. Тази аргументация споделя и изследователят на правото Константинос Д. Магливерос, според който Трибуналът създава правилата по собствена преценка и не подлежи на никакъв независим контрол. Тъй като прокурорът е орган на Трибунала, той има доминираща позиция по време на делата. Също така са допустими изказвания от свидетели, чиято идентичност е запазена в тайна от съда. Освен това следва да бъде критикувано това, че няма възможност за обжалване на осъдени обвиняеми. Според други Трибуналът е превърнат в политически инструмент и той се интересува само и единствено от престъпления, които са упражнявани от извършители с бивше югославско гражданство, докато индикации за военни престъпления от държави членки на НАТО не биват проверявани.
- Международен наказателен съд